# Библиотека „Диша Атић” Владимирци
Библиотека Диша Атић Владимирци у Владимирцима настављач је традиције Народне књижнице и читаонице основане 1929. године. За датум оснивања читаонице у Владимирцима могао би се узети и 26. август 1929. године када су Министарству просвете послата правила читаонице на одобрење.

## Историјат
Период између два велика светска рата у Мачви, Поцерини и Посавотамнави обележило је културно просветно деловање професора Шабачке гимназије, Живорада Жике Поповића. Почетком 1928. године иницијативом Жике Поповића основана је Шабачка народна књижница и читаоница. На таласу ентузијазма који је ширио Жика Поповић основане су у то време у већини села данашње владимирачке општине, народне књижнице и читаонице.
Данашња Библиотека у Владимирцима настављач је традиције Народне књижнице и читаонице основане 1929. године. За датум оснивања читаонице у Владимирцима могао би се узети и 26. август 1929. године када су Министарству просвете послата правила читаонице на одобрење. Већ у децембру 1928. године у Лојаницама је основана прва читаоница да би до краја 1939. године биле основане и читаоница у Белотићу, Пејиновићу, Драгојевцу, Јазовнику, Вукошићу, Звезду, Дебрцу, Јаловику, Крнулама, Меховинама, Прову.
Из тог времена сачувано је веома мало докумената о раду читаоница. Рад читаонице је обновљен 1936. године. Ново руководство са председником апотекаром Милошем Станковићом али и са већим интересовањем читалаца наставило је рад успешно савлађујући све тешкоће до почетка Другог светског рата када рад читаонице јењава.
После Другог светског рата и после многих трансформација и промена назива библиотека наставља рад под данашњим именом у згради Конака.

## Делатност
Поред основе библиотечке делатности, као једина установа културе у општини, Библиотека је регистрована и за издавачку делатност, приказивање филмова и видео трака у биоскопима, организовање уметничко књижевног стваралаштва и сценске уметности, делатности музеја, галерија и збирки као и низ других активности који нису стриктно везани за послове у култури. У оснивању се налази и Завичајна збирка у коју се прикупљају монографске и серијске публикације и ситна библиографска грађа везана за ове просторе и људе. До сада прикупљена грађа тек треба да буде обрађена и класификована.
Поред ових основних делатности у библиотеци се одвија и богат културно уметнички програм везан за организовање књижевних сусрета, ликовних изложби, организацију различитих радионица, рад фолклорне секције и подршке готово свим културним манифестацијама које се организују у овом крају.